# オストルフ・ヴィエルコポルスキ駅

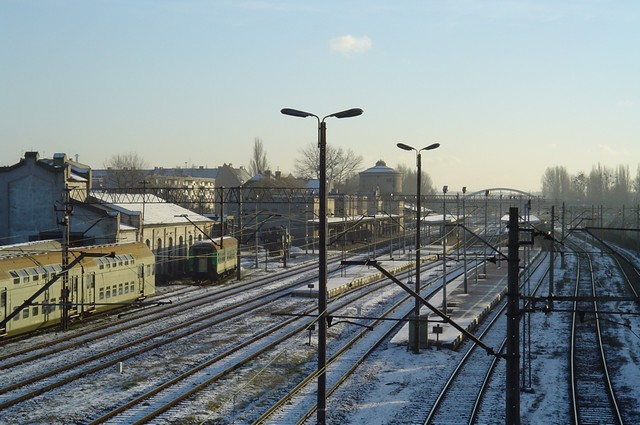
オストルフ・ヴィエルコポルスキ駅

オストルフ・ヴィエルコポルスキ駅（Ostrów Wielkopolski）は、ポーランドのオストルフ・ヴィエルコポルスキにある鉄道駅。ヴロツワフまで約1時間半。ポズナニまで約2時間弱。カトヴィツェ、クラクフへ向かう夜行列車が一本運行する。

## 歴史
プロイセンの主導によって成立したドイツ帝国のもとで、1875年にポズナニ（独語ポーゼン）とクルチボルク（独語クロイツブルク）を結ぶ鉄道駅として開業した。1910年にワルシャワとヴロツワフを結ぶ鉄道が開通すると、オストルフ・ヴィエルコポルスキは、この主要な二路線が交差する駅となった。
座標: 北緯51度38分57秒 東経17度48分20秒 / 北緯51.6492度 東経17.8056度